# Nilus (mythologie)
Nilus (in het Egyptisch: Hapio), is een god uit de Griekse (Grieks: Νεῖλος, Neilos) en Romeinse mythologie (Latijn: Nilus). Hij was de zoon van Oceanus en Tethys en belichaamde als god de Egyptische rivier de Nijl. 
Hij kreeg zelf verschillende kinderen, waaronder Memphis. Memphis trouwde in de Griekse mythologie met Ephaphus, een zoon van Zeus en koning van Egypte, met wie ze een dochter, Lybia, kreeg. Lybia (volgens deze lezing dus de kleindochter van Nilus) schonk op haar beurt weer het leven aan Belus en Agenor. Deze zonen van Lybia trouwden volgens sommige bronnen weer met jongere dochters van Nilus: Belus met Achinoe, en Agenor met Telephassa. Onder de overige kinderen van Nilus waren onder andere Anippe en (mogelijk) Caliadne en Polyxo. 
Hoewel Nilus de belangrijke rivier de Nijl representeerde, is zijn directe belang in de Griekse mythologie beperkt.